# Piece (Szczytno)
Piece (deutsch Ulonskofen, 1938 bis 1945 Schobendorf) ist ein kleiner Ort in der polnischen Woiwodschaft Ermland-Masuren und gehört zur Gmina Szczytno (Landgemeinde Ortelsburg) im Powiat Szczycieński (Kreis Ortelsburg).

## Geographische Lage
Piece liegt an der Südspitze des Großen Schobensees (polnisch Jezioro Sasek Wielki) in der südlichen Mitte der Woiwodschaft Ermland-Masuren, sieben Kilometer nordwestlich der Kreisstadt Szczytno (deutsch Ortelsburg).

## Geschichte
Das um 1785 Ulonsk Theer-Ofen und nach 1820 Ulonsk Ofen genannte kleine Dorf bestand ursprünglich aus mehreren kleinen Höfen und Gehöften. Eingegliedert waren die Ortschaften Ulonsk (1938 bis 1945 Kleinrehbruch, polnisch Ulążki) sowie Davidshof, Forst (Jęcznik). Nach der Gründungshandfeste vom 21. März 1806 „wurden fünf Theerbrennern beim Theerofenetablissement Ulonsk ihre solange gegen Miete genutzten Scheffelplätze...zur Etablierung eines regulären Schatulldorfes übertragen“.
1874 kam Ulonskofen zum neu errichteten Amtsbezirk Corpellen (polnisch Korpele) im ostpreußischen Kreis Ortelsburg.
Aufgrund der Bestimmungen des Versailler Vertrags stimmte die Bevölkerung im Abstimmungsgebiet Allenstein, zu dem Ulonskofen gehörte, am 11. Juli 1920 über die weitere staatliche Zugehörigkeit zu Ostpreußen (und damit zu Deutschland) oder den Anschluss an Polen ab. In Ulonskofen stimmten 44 Einwohner für den Verbleib bei Ostpreußen, auf Polen entfielen keine Stimmen.
57 Einwohner zählte Ulonskofen im Jahre 1910. Bis 1933 stieg ihre Zahl auf 181. Am 3. Juni – amtlich bestätigt am 16. Juli – 1938 wurde Ulonskofen aus politisch-ideologischen Gründen der Abwehr fremdländisch scheinender Ortsnamen in „Schobendorf“ umbenannt. 1939 waren in dem Dorf 252 Einwohner gemeldet.
Im Kriegsfolge kam Schobendorf 1945 mit dem gesamten südlichen Ostpreußen zu Polen und erhielt die polnische Namensform „Piece“. Heute gehört der kleine Ort zum Verbund der Landgemeinde Szczytno (Ortelsburg) im Powiat Szczycieński (Kreis Ortelsburg), bis 1998 der Woiwodschaft Olsztyn, seither der Woiwodschaft Ermland-Masuren zugeordnet.

## Kirche
Bis 1945 war Ulonskofen/Schobendorf in die evangelische Kirche Ortelsburg in der Kirchenprovinz Ostpreußen der Kirche der Altpreußischen Union sowie in die katholische Kirche Ortelsburg im damaligen Bistum Ermland eingepfarrt. Heute gehört Piece katholischerseits zu Grom (Grammen) im jetzigen Erzbistum Ermland und evangelischerseits zur Kirche Szczytno in der Diözese Masuren der Evangelisch-Augsburgischen Kirche in Polen.

## Verkehr
Piece liegt wenige hundert Meter nördlich der polnischen Landesstraße 53 (ehemalige deutsche Reichsstraße 134), die die Woiwodschaftshauptstadt Olsztyn (Allenstein) mit dem Norden der Woiwodschaft Masowien verbindet. Von der Landesstraße 57 (frühere Reichsstraße 128) führt von Trelkówko (Klein Schöndamerau) aus eine Nebenstraße über Ulążki (Ulonsk, 1938 bis 1945 Kleinrehbruch) nach Piece.
Die nächste Bahnstation ist Grom an der Bahnstrecke Olsztyn–Ełk (deutsch Allenstein–Lyck).

## Persönlichkeiten
- Erich Grabowski (* 1917), Politiker (DBD)